# Bart Bok
Pour les articles homonymes, voir Bok.
Bart Jan Bok (Hoorn, 28 avril 1906 – Tucson, 5 août 1983) était un astronome néerlando-américain.

## Biographie
Il est né aux Pays-Bas et a été formé dans les universités de Leyde et de Groningue. En 1929, il épousa sa collègue astronome, la docteure Priscilla Fairfield Bok et pour le reste de leurs vies, ils collaborèrent étroitement dans leurs travaux astronomiques.
De 1929 à 1957, il travailla à l'université Harvard. Il fut ensuite directeur de l'observatoire du Mont Stromlo en Australie pendant neuf ans, avant de retourner aux États-Unis comme directeur de l'observatoire Steward. Il devint citoyen américain en 1938.
En 1975, Bok corédigea le mémoire Objections to Astrology (The Humanist, 1975) (objections à l'astrologie), qui fut soutenu par 186 astronomes professionnels, astrophysiciens et autres scientifiques, dont 19 lauréats du prix Nobel. Le mémoire fut publié dans The Humanist et fut à l'origine de la création du Committee for the Scientific Investigation of Claims of the Paranormal, dont il fut un des membres fondateurs.
Bart Bok était une personnalité extrêmement populaire dans le monde de l'astronomie, connu pour son amabilité et son humour, ainsi que pour sa capacité à ingérer les boissons alcoolisées. L'astéroïde (1983) Bok fut nommé en son nom de son vivant. Lors de la cérémonie annonçant la récompense, il remercia l'UAI pour lui avoir donné « un petit endroit de terre où je pourrai m'installer et vivre ». Il participa à et/ou dirigea plusieurs groupes pour observer les éclipses solaires, la dernière près d'Irkoutsk à Sibérie pendant l'été 1980.
Bok décéda d'une attaque cardiaque à son domicile de Tucson en Arizona.

## Distinctions et récompenses
Récompenses
- Médaille Bruce (1977)
- Henry Norris Russell Lectureship (1982)
- Prix Klumpke-Roberts (1982)

Nommé d'après lui
- Le cratère Bok sur la Lune (avec son épouse)
- L'astéroïde (1983) Bok (avec son épouse)
- Les globules de Bok
- La bourse postdoctorale Bart J. Bok, offerte par le département d'astronomie de l'université de l'Arizona et l'observatoire Steward
- Le télescope Bok.

### Notices nécrologiques
- (en) JRASC 78 (1984) 3
- (en) JRASC 78 (1984) 8
- (en) PASAu 5 (1984) 608
- (en) QJRAS 28 (1987) 539